# Eleutherodactylus w-nigrum
Eleutherodactylus w-nigrum là một loài ếch trong họ Leptodactylidae.
Nó được tìm thấy ở Colombia và Ecuador.
Môi trường sống tự nhiên của nó là các khu rừng vùng núi ẩm nhiệt đới hoặc cận nhiệt đới, đồng cỏ ở cao nhiệt đới hoặc cận nhiệt đới, sông, vùng đồng cỏ, vườn nông thôn, và các khu rừng trước đây bị suy thoái nặng nề.